# Heterographa occidentalis
Heterographa occidentalis là một loài bướm đêm trong họ Noctuidae.